# Grubenfahrrad

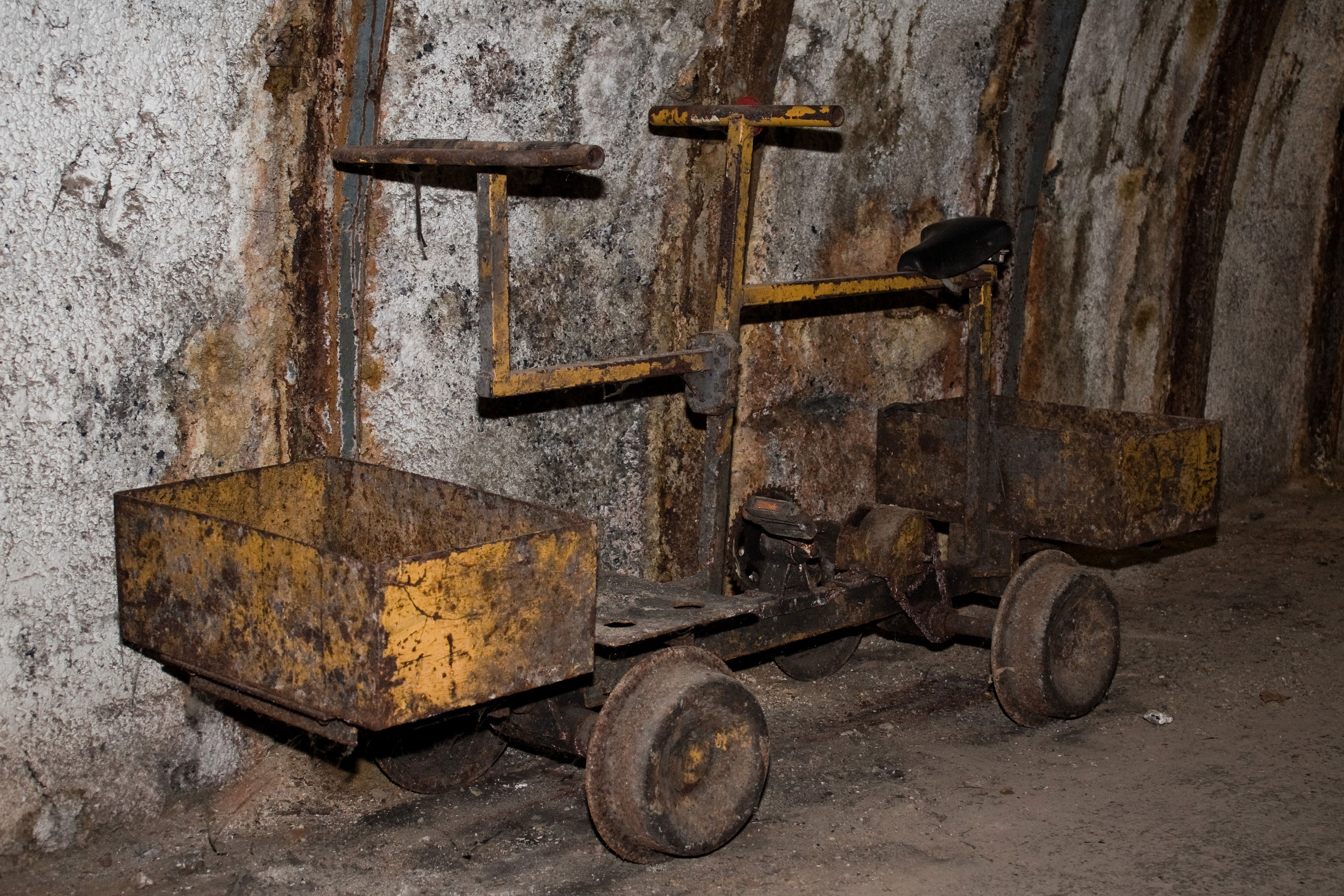
Altes Grubenfahrrad im Trainingsbergwerk Recklinghausen

Ein Grubenfahrrad, auch Grubenflitzer genannt, ist ein Schienenfahrrad in Leichtbauweise für ein bis vier Personen. Das Fahrrad dient dazu, dass Bergleute, die im beweglichen Einsatz tätig sind, schneller zu ihren Einsatzorten kommen. Auf einigen Bergwerken im Ruhrrevier waren zum Teil mehrere Hundert Grubenfahrräder im Einsatz. Für Räder gab es separate untertägige Fahrradschuppen, in die die Räder zum Schichtende abgeschlossen abgestellt werden konnten.

## Grundlagen
Da in einem großen Bergwerk mit einem weit verzweigten Streckennetz nicht an jeder Stelle ein Handwerker (Elektriker, Schlosser) sein kann, aber diese Bergleute bei einer Störung schnell zur Stelle sein müssen, ist das Grubenfahrrad auch hierbei ein unverzichtbares Hilfsmittel. Neben den normalen Grubenfahrrädern gibt es spezielle Lasträder, auf denen Traglasten wie Sprengstoffkästen, Ersatzteile, Werkzeug und vieles mehr an Kleinteilen mitgeführt werden können.

## Geschichtliches
Bereits in der ersten Hälfte des 20. Jahrhunderts gab es auf einzelnen Bergwerken Grubenfahrräder. Dieses waren jedoch Eigenkonstruktionen der Bergwerke und sie wurden auch nur in kleinen Stückzahlen hergestellt. Zuerst wurden Schienenfahrräder auf der Zeche Holland verwendet. Im Jahr 1954 stellte die Maschinenfabrik Scharf das erste industriell angefertigte Grubenfahrrad vor. Der Prototyp dieses Fahrrades war eine einsitzige Konstruktion mit einer Gepäckkiste. Das Rad wurde noch im selben Jahr in Essen auf der Bergbauausstellung vorgestellt. Der damalige Bundeswirtschaftsminister Erhard fand das Fahrrad sehr nützlich für die Bergleute. Weitere Hersteller, wie die Demag, bauten in der nachfolgenden Zeit eigene Grubenfahrräder, die für die Beförderung von bis zu vier Personen geeignet waren. Auch bei der Scharf wurde der Prototyp des Grubenfahrrades weiterentwickelt und bald darauf mit Stückzahlen von 30–40 pro Monat gebaut. In den Folgejahren wurde das Grubenfahrrad weiterentwickelt und mit moderner Technik, wie z. B. einer automatischen Fahrradbremse, ausgestattet.

## Aufbau, Funktion und Handhabung

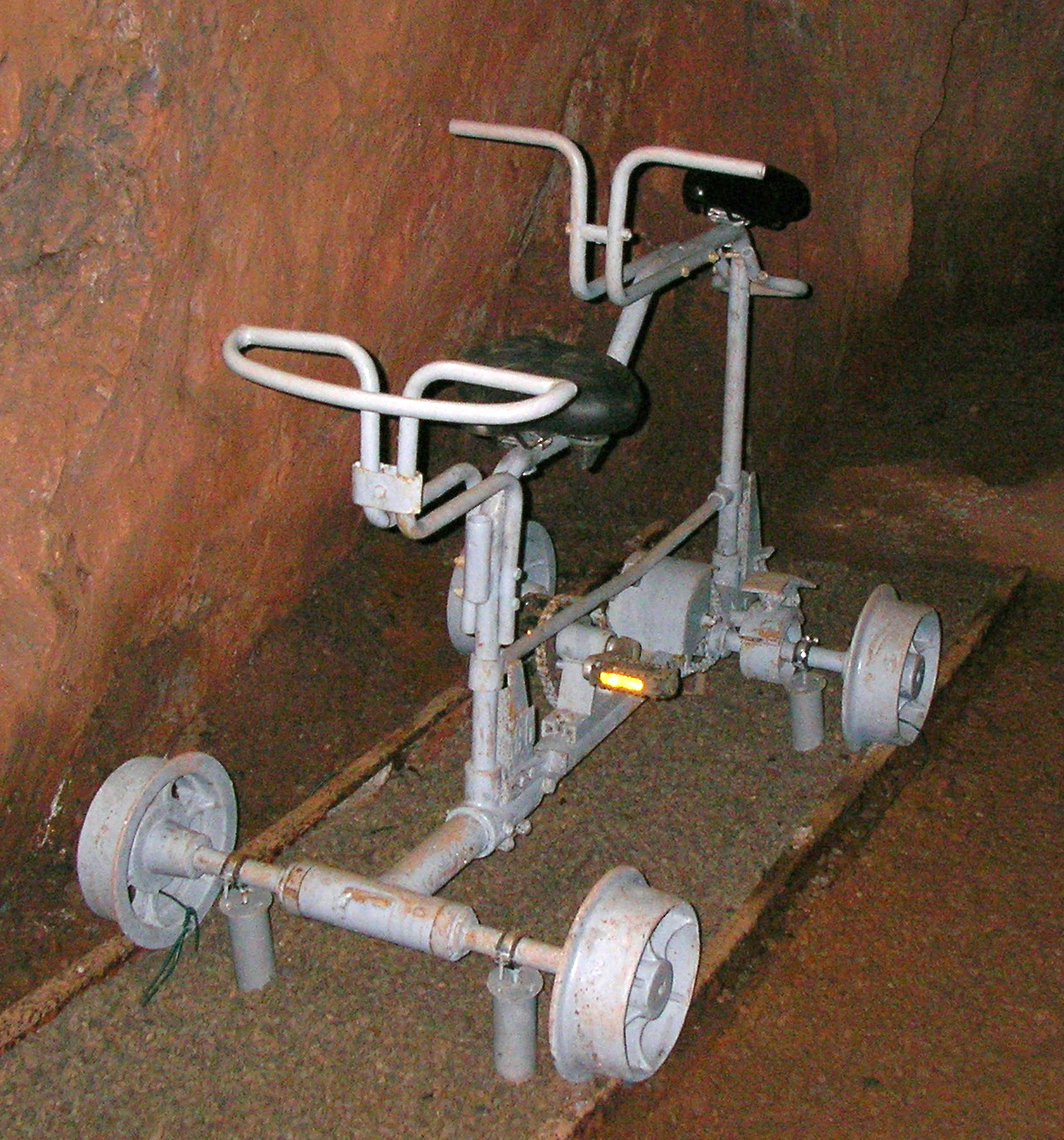
Grubenfahrrad auf der Grube Christiane

Das Grubenfahrrad besteht aus einem Rohrrahmen aus Stahlrohren, es gibt aber auch Fahrräder mit Aluminiumrahmen. Allerdings sind Fahrräder mit Aluminiumrahmen nicht für den Steinkohlenbergbau zugelassen. Es hat vier Räder und wird vom Fahrenden durch Treten der Pedale fortbewegt. Zum Abbremsen ist das Fahrrad mit einer Rücktrittbremse ausgestattet. Damit sich das Fahrrad bei Gleisen mit Gefälle nicht von selber in Bewegung setzen kann, können die Fahrräder mit einer automatischen Fahrradbremse ausgerüstet werden. Außerdem besitzt das Fahrrad aufgrund der Fahrradnabe einen Freilauf. Je nach Konstruktion wiegt das Fahrrad zwischen 30 und 90 Kilogramm. Die Laufräder des Grubenfahrrades sind so gebaut, dass sie einen geringen Reibungswiderstand haben. Dadurch lässt sich das Fahrrad ohne große Kraftanstrengung von einem Mann fahren. Damit die Bergleute während der Fahrt sitzen können, ist das Fahrrad je nach Typ mit einem oder mehreren Sätteln ausgestattet. Es ist auch möglich, dass die Grubenfahrräder mit einem schwenkbaren Sattel ausgestattet werden. Für den Transport von Material sind je nach Fahrradkonstruktion vorne und/oder hinten Materialkästen anmontiert. Der Einsatz von Grubenfahrrädern erhöht die Fahrungsgeschwindigkeit und verkürzt somit die Fahrungszeit. Außerdem werden durch den Einsatz von Grubenfahrrädern zwei Drittel des menschlichen Energieverbrauches gegenüber der Fahrung zu Fuß eingespart. Das macht sich insbesondere dann positiv bemerkbar, wenn der Bergmann weite Strecken zurücklegen muss. Dank des relativ niedrigen Gewichtes lässt sich das Fahrrad unproblematisch von den Schienen heben und an den Stoß stellen.

## Trivia
Das Grubenfahrrad ist mitunter der „meistgeklaute“ Gegenstand auf einer Zeche und wird daher vom Eigentümer sorgsam angekettet und abgeschlossen. Gegen Schichtende ermöglicht das Schienenfahrrad es einem „Dieb“, noch vor dem Personenzug am Schacht zu sein und mit dem ersten Korb auszufahren. Das Schienenfahrrad wird kurz vor dem Schacht stehen gelassen, sodass der Eigentümer es wiederfindet.